# 黒沢重久
黒沢 重久（くろさわ しげひさ）は、戦国時代末期から江戸時代初期の武将。

## 生涯
出羽国に伊達氏家臣小松重光の子として生まれた。永禄6年（1563年）9歳で父が謀反を起こして小松館で自害すると、従者と共に菩提寺妙心院に落ち延び、叔父順的の下で法衣を着て敵の目を逃れ、剃髪出家して順巴（じゅんは/じゅんぱ）と号した。
後に還俗して小松杢助（もくのすけ、木工助）と称し、二本松城主畠山義継に仕えた。天正13年（1585年）10月義継が小浜城で父の仇輝宗と盟約を結ぶ際、奴僕に変装して義継に同行した。義継は輝宗を生け捕ったが、高田辺りで伊達政宗に追撃されて戦死し、義継の遺児は佐竹氏のもとに逃れ、重久も負傷して会津郡蘆名盛重のもとに逃れた。天正15年（1587年）6月摺上原の戦いでは義継軍の先鋒に立って政宗軍と戦ったが敗北し、重久は右肩に銃創を負い、義継は兄佐竹義宣のもとに逃れた。
その後関東に出て黒沢氏を名乗り、天正19年（1591年）徳川家康に御目見し、武蔵国都筑郡内に250石を給された。文禄元年（1592年）文禄の役の際には肥前国名護屋城まで出陣し、慶長5年（1600年）関ヶ原の戦い、慶長19年（1614年）大坂冬の陣に出陣した。元和4年（1618年）1月20日64歳で死去した。法名は万渓休罷（まんけいきゅうひ、月渓休罷）。

## 親族
先祖は安倍頼良四男小松館境講師官照で、五男黒沢尻五郎正任の子二郎重任がこれを継ぎ、その子小太郎重秀より小松氏を名乗ったとする。『羅山文集』は平氏とする。
『寛永諸家系図伝』等では、重久が関東に出た際に初めて黒沢氏を名乗ったとするが、『参考諸家系図』では、弟常定が大崎義直に仕えた時に黒沢郡（後の安積郡）有壁村上黒沢館に住んで名乗ったとする。
- 曽祖父：小松豊後信長（杢助、寥円） - 永正16年（1519年）戦死[1]。
- 祖父：小松杢助重長（廓念） – 伊達晴宗に仕え、天文18年（1549年）8月15日没[1]。
- 父：小松修理亮重光（杢助、円心通観） - 伊達晴宗・輝宗に仕えた[1]。中野氏・新田氏と謀反を起こしたが、小松館に敗走し、永禄6年（1563年）11月9日輝宗軍に包囲されて自害した[1]。
- 姉 – 伊達政宗乳母[6]。
- 弟：黒沢外記常定 – 父の自決後大崎義直に仕え、上黒沢館に住んだが、天正年間伊達政宗に所領を奪われ、天正19年（1591年）9月九戸政実の乱後南部信直に仕えた[5]。
- 弟：黒沢右衛門尉久成 – 子孫は仙台藩に仕えた[6]。
- 養子：黒沢定幸 – 江戸幕府馬預。
- 娘：くに – 黒沢定幸妻[6]。
- 次男：黒沢九郎兵衛親安（九郎助） - 徳川頼房に仕えた後、渥美氏を称して秋田・江戸を流浪した[1]。寛永年間南部重直に仕え、延宝8年（1680年）9?月14日没[5]。
- 子：益岡六郎安重[5]
- 養子：黒沢石斎 – 松江藩儒官。
- 子：鹿島田十郎重忠[5]